# Puriana paikensis
Puriana paikensis är en kräftdjursart som beskrevs av Eunice Thompson Cronin 1987. Puriana paikensis ingår i släktet Puriana och familjen Trachyleberididae. Inga underarter finns listade i Catalogue of Life.